# Hector Gosset
Hector Gosset (Fosses-la-Ville,  9 september 1926 - 27 oktober 2007) was een Belgische atleet, die was gespecialiseerd in de sprint. Hij nam eenmaal deel aan de Olympische Spelen en behaalde op twee onderdelen twee Belgische titels.

## Biografie
Gosset nam in 1948 op de 100 m deel aan de Olympische Spelen in Londen, waar hij werd uitgeschakeld in de reeksen. Op de 200 m en de 4 x 100 m estafette nam hij twee jaar later deel aan de Europese kampioenschappen in Brussel. Hij veroverde in 1951 de Belgische titel op de beide sprintnummers.
Gosset was ook actief als voetballer. Beroepsmatig was hij bakker.

### Clubs
Gosset was aangesloten bij CS Charleroi.

## Belgische kampioenschappen
| Onderdeel | Jaar |
| --------- | ---- |
| 100 m     | 1951 |
| 200 m     | 1951 |

## Persoonlijke records
| Onderdeel | Prestatie | Datum | Plaats |
| --------- | --------- | ----- | ------ |
| 100 m     | 11,0 s    | 1951  |        |
| 200 m     |           |       |        |

## Palmares

### 100 m
- 1948: 5e in reeks OS in Londen
- 1951:  BK AC - 11,0 s

### 200 m
- 1950: 4e in reeks EK in Brussel - 22,6 s
- 1951:  BK AC - 22,4 s

### 4 x 100 m
- 1950: 4e in reeks EK in Brussel - 42,2 s